# Sebastian Sageder
Sebastian Sageder (* 25. Januar 1980 in Linz) ist ein österreichischer Ruderer. Er war Weltmeister im Leichtgewichts-Vierer-ohne 2001.

## Karriere
Zuvor war er bei Weltmeisterschaften bereits erfolgreich: 1998 Platz 4 bei der Junioren-WM in Linz, U23-Weltmeister 1999 in Hamburg und 2000 in Kopenhagen. 2001 erhielt er das Goldene Ehrenzeichen für Verdienste um die Republik Österreich.
Alfred Sageder ist sein Großvater.